# 1349

## Události
- morová nákaza v Čechách.
- Arcibiskup Arnošt z Pardubic vyhlásil provinciální statuta pro českou církevní provincii.
- 9.- 10. září – Apeninské zemětřesení: Zemětřesení s epicentrem v Kampánii zasáhlo ve středu Itálie. Poničeny jsou regiony Molise, Lazio a Abruzzo. Odhadovaná síla zemětřesení je 6,7 stupně magnitudy.
- 26. prosince — Karel IV. udělil svému bratrovi Janu Jindřichovi jako léno Moravské markrabství.

## Narození
- Jan Portugalský, levoboček Petra I. († 1387)

## Úmrtí
- 24. ledna – Luchino Visconti, pán Milána (* 1287/1292)
- 31. března – Alžběta Sicilská, bavorská vévodkyně (* 1310)
- 14. srpna – Walram z Jülichu, kolínský arcibiskup (* cca 1304)
- 7. září – Markéta Lucemburská, uherská královna (* 25. května 1335)
- 11. září – Jitka Lucemburská, normandská vévodkyně (* 20. května 1315)
- 6. října – Johana II. Navarrská, navarrská královna (* 28. ledna 1311)
- 28. září – Kateřina Habsburská, paní z Coucy (* 1320)
- 25. října – Jakub III. Mallorský, král Mallorky (* 1315)
- 18. listopadu – Fridrich II. Míšeňský, míšeňský markrabě (* 1310)

## Hlavy státu
- České království – Karel IV.
- Moravské markrabství – Karel IV. – Jan Jindřich
- Svatá říše římská – Karel IV.
- Papež – Klement VI.
- Anglické království – Eduard III.
- Francouzské království – Filip VI. Francouzský
- Polské království – Kazimír III. Veliký
- Uherské království – Ludvík I. Uherský
- Lucemburské hrabství – Karel IV.
- Byzantská říše – Jan V. Palaiologos a Jan VI. Kantakuzenos (spoluvládce)